# Calamatón
La Calamatón, fueron una serie de campañas benéficas realizadas desde 2009 hasta 2018 en la ciudad de Calama, Chile, con el objetivo de recaudar fondos para las personas con discapacidad. Son organizadas por la Ilustre Municipalidad local, a través de DIDECO, y la Mesa Técnica de Capacidades Diferenciadas, y que ayuda a 19 instituciones que trabajan en la rehabilitación de pacientes con discapacidades sicológicas, y físicas.
Los centros de rehabilitación financiados por la campaña son totalmente independientes de su símil nacional, que se realiza anualmente, por la fundación Teletón Chile, que al momento de la fundación de Calamatón no contaba con instituto en Calama. Por ello, en las sedes de Calamatón se atienden personas de toda la provincia.
Su última versión fue el 13 de octubre de 2018 donde se recaudaron $9 180 965.

## Historia
Según los datos de la última ficha de protección social, en Calama hay 8.330 personas con capacidades diferenciadas, ese número representa al 9,5% de la población comunal, de ellos 1.039 son menores de edad, y 3.038 son adultos mayores que sufren ceguera, sordera, mudez, dificultades físicas, mentales, diabetes, portadores de VIH, entre otras patologías, y a raíz de la falta de un centro médico especialista en estas enfermedades se creó Calamatón. La iniciativa solidaria busca recaudar dinero para financiar médicos e infraestructura a un total de 19 instituciones loínas. 
Desde su creación, contó con el apoyo de la Ilustre Municipalidad de Calama.

## Instituciones
Las instituciones de rehabilitación a las cuales la fundación Calamatón ayuda, son:
- Asociación de Discapacitados de Calama
- Agrupación de Padres de hijos Especiales
- Agrupación de Padres y Amigos de niños Autistas del Loa
- Asociación de Sordos del Loa
- Consejo Comunal de Discapacidad
- Corporación de Rehabilitación y Capacitación Laboral para el deficiente Mental
- Fundación Discapacitados de Calama
- Agrupación Sueños y Esperanza Down
- Agrupación Social y Cultural Hijos Estrella
- Agrupación Ángeles de Luz
- Club de Ciegos de Calama
- Sol Brillante
- Hospital de Día
- Agrupación Social y Cultural Loa Ayuda
- Organización Regazo de Cristo
- Centro General de Padres de la Escuela F-33
- Centro General de Padres de la Escuela Santa Cecilia

## Evento
Calamatón se realiza en el Estadio Techado de la comuna (excepto la primera versión que se realizó de manera casi experimental al aire libre en calle Vicuña Mackenna en el frontis de la Municipalidad),  y comienza a eso de las 20:00 hrs. No tiene un periodo de fechas como su símil nacional la Teletón si no que las fechas van variando cada año. El Evento fue transmitido sólo en la segunda y tercera versión por Calama Televisión, la radio ha sido el principal medio de transmisión para la ciudad y el resto de la provincia y región. Para 2014 el directorio decidió no tener una meta para alcanzar, esto debido a interpelaciones en contra de la fundación por no rendir sus gastos, una vez hecha la cuenta publica de 2013 la fundación decidió no fijar una meta si no apelar a la buena voluntad de las empresas, sindicatos mineros y comunidad en general. 
En algunas versiones las campañas contaron con jingles e himnos compuestos por músicos locales, donde destacan el cantautor Juan Aracena, quien compuso el primer himno en el año 2011 y el cantante Camilo Rey quien compuso e interpretó los jingles de 2014 y 2015.
Desde la versión de 2017 se retomó la transmisión televisiva de Calama Tv, a los que se sumó Loa Visión Tv y canales de transmisión vía streaming en redes sociales.
La última versión de la Calamatón fue el 13 de octubre de 2018. En 2019 habían intenciones para realizarla en el mes de noviembre, sin embargo tras el Estallido social en el país un mes antes la campaña fue pospuesta inicialmente para el mes de mayo de 2020, pero fue suspendida definitivamente tras el inicio de la Pandemia de COVID-19 en Chile.
| Versión | Fecha de Evento                         | Lema                                        | Meta (CLP) | Recaudación (CLP) |
| ------- | --------------------------------------- | ------------------------------------------- | ---------- | ----------------- |
| I       | 19 de diciembre de 2009                 | «Calama apóyame, tu y yo somos iguales»     | $15 000    | $20 000           |
| II      | 6 y 7 de mayo de 2011                   | «Por Un Sueño, Por Un Mañana»               | $20 000    | $197 000          |
| III     | 1 y 2 de junio de 2012                  | «Con Los Ojos del Alma»                     | $197 000   | $113 000          |
| IV      | 8 y 9 de noviembre de 2013              | «Cosechando Esperanza»                      | $113 000   | $200 120 340      |
| V       | 24 y 25 de octubre de 2014              | «Cuento Contigo»                            | Sin Meta   | $141 791 650      |
| VI      | 3 y 4 de julio de 2015                  | «Todos Juntos»                              | Sin Meta   | $39 958 968       |
| VII     | 30 de septiembre y 1 de octubre de 2016 | «Más allá de tus ojos, tu corazón»          | Sin Meta   | $29 000           |
| VIII    | 25 de agosto de 2017                    | «Más allá de tu corazón, ayuda a Calamatón» | Sin Meta   | $49 490 440       |
| IX      | 13 de octubre de 2018                   | «En ti está nuestra esperanza»              | Sin Meta   | $9 180 965        |